# 2·28 사건
2·28 사건(二二八事件)은 1947년 2월 28일부터 같은 해 5월 16일까지 대만 전역에서 일어난 민중봉기 사건이다. 중화민국 정부 관료의 폭압에 맞서 대만의 다수 주민인 본성인(本省人)들이 불만을 표출하며 항쟁을 일으키자, 중국 국민당을 위시한 외성인(外省人)들은 본성인을 폭압적으로 학살했다. 대만에서는 2·28대학살, 2·28혁명, 2·28봉기, 2·28사변 등으로도 부른다.

## 배경

### 대만 반환
1895년 4월 17일, 청나라가 청일전쟁에서 패배하면서 체결된 시모노세키 조약(下關條約)으로 대만(臺灣)과 펑후 제도(澎湖諸島)는 요동반도(遼東半島)와 함께 일본제국에 할양되었다. 일제는 대만총독부를 설치하여 51년간 대만을 식민지배했다. 1945년 8월 15일 일제가 패망하고 그 해 10월 17일 국민혁명군이 대만에 상륙함으로써 중화민국은 대만과 펑후 제도를 영토로 회복하였다. 1945년 10월 25일 대만 주둔 일본군은 중화민국 소속 국민혁명군에 정식으로 항복하였고, 이날부터 대만은 중화민국의 영토로 완전히 복귀되었다.
그러나 중국국민당이 집권하던 중화민국 정부는 중국공산당과의 국공내전(國共內戰)으로 인해 대만에 정예 관료나 군인을 보낼 여유가 없었기 때문에, 일반적인 행정단위인 성(省)을 설치하는 대신 천이(陳儀)를 대만성(臺灣省)의 행정장관 겸 경비총사령으로 임명해 이 곳을 국민혁명군의 군사점령지역처럼 관리했다. 대만에 대한 군사통치는 현지 주민들의 요구를 제대로 수용하기는커녕 일제의 식민통치행태를 답습하는 수준에 불과했던 것으로 나타났다. 청일전쟁 이후 50년간 일제의 지배와 수탈을 받던 대만 주민들은 새 중화민국 정부에 대한 기대가 컸다. 하지만 그들의 통치는 본토에서와 다르지 않았고, 일제(日帝)의 식민통치 이상으로 가혹했다.

### 본성인에 대한 외성인의 차별
이 과정에서 대만 사회는 종전부터 대만에 살고 있었던 본성인(本省人)과 1945년 광복 이후 중국 대륙에서 새로 이주해온 외성인(外省人)이란 서로 다른 배경을 가진 계층 간의 극심한 분열과 대립을 겪게 된다. 
| “ | 신임장관(천이)은 수행원들을 대동하고 그 섬에 도착하였는데 수행원들은 교묘하게 대만을 착취하기에 바빴다……. 군대는 정복자처럼 행동하였다. 비밀경찰은 노골적으로 민중을 협박하며 본토에서 온 중앙정부의 관리가 착취하는 것을 용이하게 하였다. | ” |
|   | — 미국무부, 중국백서 |   |

외성인(外省人)에 비해 본성인(本省人)이 압도적으로 많았음에도 요직은 장제스(蔣介石)를 위시한 외성인들이 차지했고, 정부가 본성인을 노골적으로 차별하는 정책을 펴자 주민들의 불만은 더욱 고조되었다. 중화민국 정부는 계엄령을 통해 타이완을 억압하기만 할 뿐 대만의 민심에는 관심이 없었고, 대만을 대륙에서의 전쟁을 위한 일종의 군사기지처럼 취급하였다. 1946년 당시 통계에 따르면 최고위직은 모두 외성인들이 차지하였고, 천임(薦任) 이상의 중상위직에 임명된 본성인의 수조차 전체의 20%에 미치지 못했다. 본성인들은 외성인의 절반에 불과한 월급을 받았는데, 이는 일본의 식민 통치 시대에 본성인이 일본인 월급의 60%를 조금 넘게 받았던 것보다도 더 극심한 차별이었다. 또한 식민지 시기 일본인 가옥들을 외성인이 대부분 차지하면서 외성인과 본성인 사이에 거주지역의 구별도 나타나게 되었다. 이러한 현상은 국공 내전 막바지에 국민당과 함께 대만으로 옮겨 온 약 60만의 하층계급 군인들이 도심 주변에 거주하게 되면서 더욱 심화되었다. 이들은 1949년 이후 대만에서 중화민국 정부를 유지시킨 국민당의 절대적 지지기반이 되었다.
1949년 미국 국무부에서 나온 《중국백서》에 따르면 "정복자의 지배가 다시 시작되었다"라는 인식이 대만 사회 내부에서 폭넓은 공감대를 형성하고 있었다고 한다. 일제(日帝) 식민통치자들이 빠져나간 관직을 대부분 외성인(外省人) 출신자들이 차지하면서 정치구조의 상부를 외성인들이 독점하고 본성인들은 수적 우세를 바탕으로 지방정치체제에 참여하는 독특한 정치구조가 만들어졌다. 이러한 상황에서 대만의 민심은 날로 흉흉해졌고 정부에 대한 실망과 불만이 팽배하였다.

## 전개

### 담배상 폭행 사건
1947년 2월 27일 밤, 타이베이(臺北)시 위엔환(圓環) 빌딩 안의 복도에서 정부의 전매(專賣) 독점품인 담배를 노점에서 팔던 린쟝마이(林江邁)라는 여인이 허가받지 않고 담배노점을 벌였다는 이유로 담배주류공사 요원[緝煙]과 경찰에 의해 단속되고 폭행을 당하는 일이 일어났다. 탈세를 빌미로 담배주류공사의 단속요원이 담배를 팔던 여인을 상대로 총신으로 머리를 때리는 등 심한 구타를 가하자, 주변에 있던 시민들이 과격한 단속행태에 항의하면서 충돌이 빚어졌다. 군중이 모여들자 요원들은 인근 경찰서로 달아났다.
외성인 경찰이 본성인 시민을 폭행했다는 소문은 삽시간에 퍼졌고, 외성인에 대한 차별로 신음하던 본성인 군중의 규모는 점점 커졌다. 이들은 담배주류공사 요원들이 도망친 경찰서로 몰려가, 해당 요원을 내놓으라고 항의했다. 이 과정에서 경찰이 항의하는 군중에게 발포하였고, 소요사태를 구경하고 있던 학생 한 명(陳文溪; 천원시)이 총에 맞아 사망하면서 사태는 걷잡을 수 없이 커졌다. 이를 원환집연사건(圓環緝煙事件)이라고 한다.

### 시위의 확대

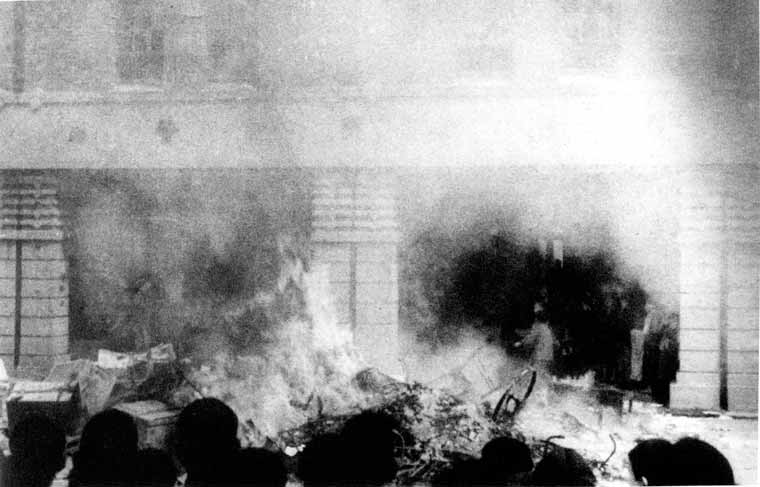
분노한 근중들이 타이베이시의 경찰서를 습격한 모습.

1947년 2월 28일, 사망 소식을 듣고 분노한 군중들이 발포공무원들에 대한 처벌을 주장하며 대만에 들어와 있던 중화민국 경찰과 군부대 본부를 에워싼 채 시위를 하기 시작했다. 대만 행정장관 겸 경비총사령 천이(陳儀)는 시민들의 주장을 받아들이기는커녕, 시위를 빌미로 타이베이시에 임시 계엄을 선포하였다. 이에 격분한 시민들은 급기야 경찰서에 난입, 경찰들을 구타해 경찰관이 사망하는 상황에 이르렀고, 천이의 집무처로 밀려든 시위대를 향해 군(軍)이 기관총소사를 퍼부어 많은 사상자를 냈다. 시위는 타이베이 시내 도처에서 파업, 폭동, 무기고 습격 등의 양상으로 확대되었고, 분노한 시위대는 방송국을 점거하고 대만 전 주민이 궐기할 것을 외쳤다. 타이베이에서 일어난 사건은 대만 전역의 본성인을 흥분시켰고, 대만 각지에서 시위가 일어났다. 이것이 이른바 '2·28사건'이다.
시위는 점차 격화되어 대만 전역의 본성인들은 경찰서나 군부대를 습격해 무기를 탈취해 무력시위를 벌였고, 3월 5일 자이현에서는 총으로 무장한 본성인 3,000여 명이 군경을 공격해 300여 명 이상의 사상자가 발생한 자이전투(嘉義戰鬥)가 벌어지기도 했다.

### 처리위원회 구성
1년 반 동안 쌓인 민중의 분노가 폭발하여 봉기는 삽시간에 대만 전역에 퍼지고, 타이베이시 참의회는 사태 해결을 위해 당일 오후 2시에 긴급회의를 소집했다. 의회에서는 사태를 진정시키기 위해 "담배 단속 살인사건 조사위원회"를 조직했다. 그리고 천이는 방송을 통해 다음 4개 사항을 공표하였다.
1. 계엄은 즉시 해제한다.
2. 체포된 시민은 석방한다.
3. 군인과 경찰의 발포를 금한다.
4. 참의원에서 대표를 추천하여 정부 관리와 같이 공동으로 처리위원회를 구성하여 이번 폭동 문제를 처리토록 한다.

이 발표에 따라 3월 2일 오전 10시를 기해 타이베이, 까오슝 등 대만 전역에서 국민당 정부의 핵심 인사들이 참여하는 한편, 군중 대표들도 참가한 '2·28사건처리위원회(二二八事件處理委員會)'가 구성되었다. 담배 전매 폐지와 언론, 집회, 결사의 자유를 요구하면서 성명서를 발표하기에 이른다.
무차별 발포를 한 군·경을 대신하여 학생과 청년들로 조직된 치안 봉사대가 치안을 유지하고 처리위원회의 공정한 조사가 진행되면서, 3월 4일 이후 사태는 서서히 진정 국면으로 들어서기 시작했다. 특히, 처리위원회에 대한 대만 주민들의 지지가 더해지면서 그 권위가 높아지자, 처리위원회는 2·28 사건에 대한 수습을 넘어 민중 분노의 근본 원인은 국민당 정부의 무능함에 있으며 이것을 해결해야 한다고 주장했다. 이들은 근본적인 정치개혁을 요구하면서 이를 대만의 자치와 인권보장을 요구하는 '32개조 요구'로 구체화시켰다. 천이는 처리위원회에서 협상하여 개혁요구를 수용한다고 밝혔으며, 경찰의 발포를 금지시키는 대신 군중도 집회를 해산할 것을 요구했다.

### 진압과 학살

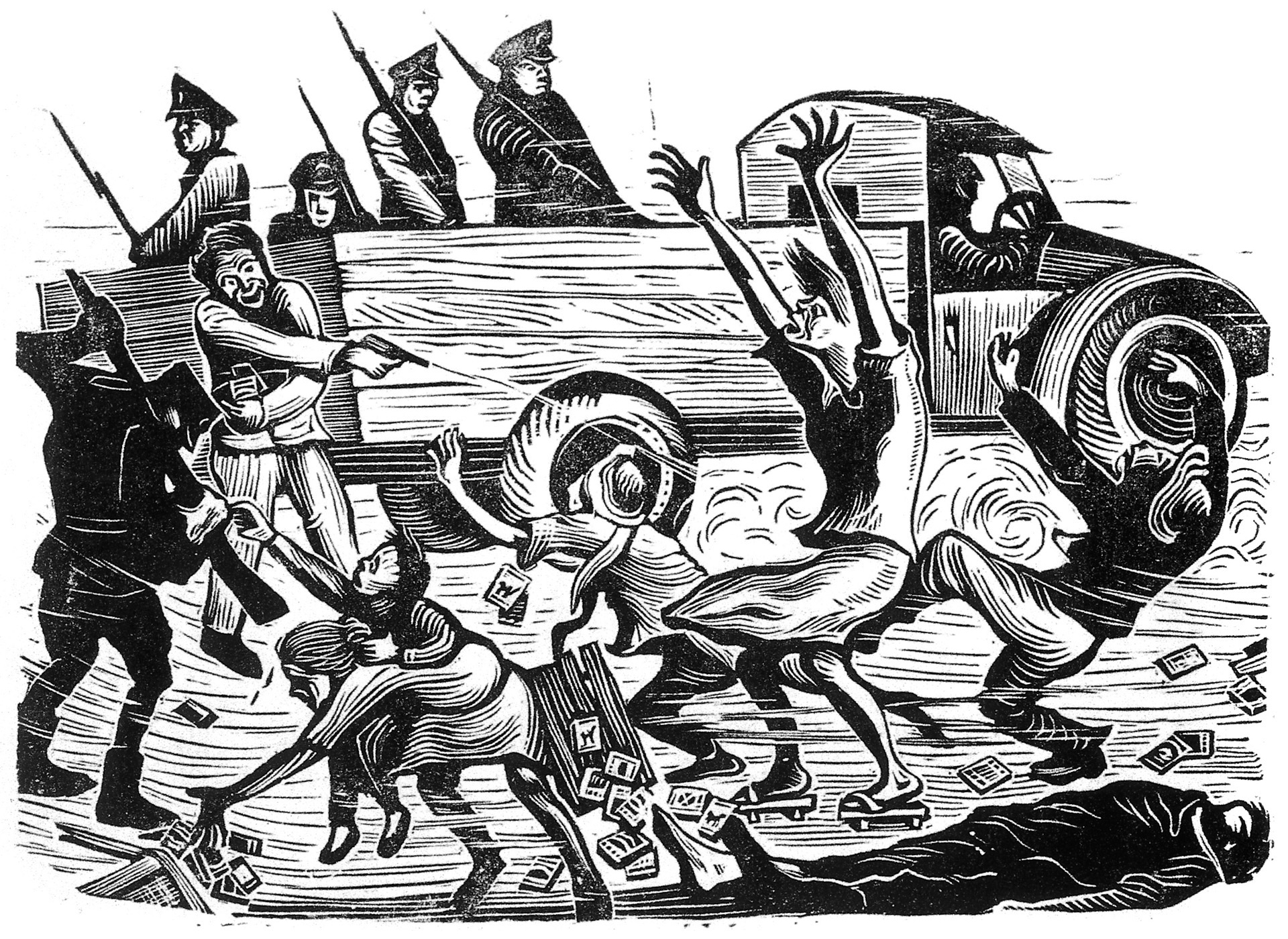
〈공포의 검사〉(恐怖的檢查), 황롱찬 1947, 목판화.

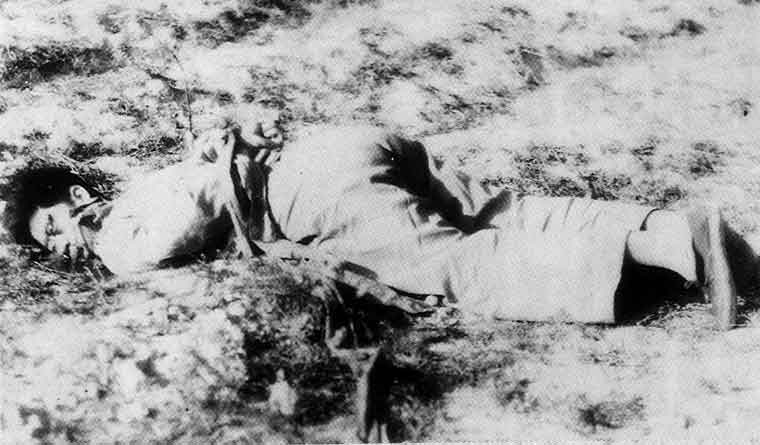
국민당군에 의해 학살당한 대만 시민

천이는 앞으로는 처리위원회를 통해 소요사태를 진정시키려는 것처럼 보였으나, 뒤로는 시위의 무력 진압을 위해 장제스에게 대륙에 있는 국민혁명군의 조속한 증파를 요청했다. 국공내전 중이었음에도 장제스는 폭동이 정부 전복 시도로 이어지고 있다는 천이의 보고에 따라 3월 8일 2개 사단과 1개 헌병대 규모의 증원군을 대만에 파견했다.
국민혁명군의 증원군이 도착한 1947년 3월 8일부터 대만에서는 대대적인 유혈진압이 시작되었다. 당일 오후 두 시에 대만 북부에 투입된 국민당 군 21사단은 곧바로 타이베이시에 진입해 시위대 진압을 개시하였다. 이로 인해 본성인 사상자가 속출하고 본성인 출신 지식인과 2·28 사건을 수습하고자 모였던 주민대표자들 상당수가 살해, 체포 또는 실종되었고 일부는 도망쳤다. 진압은 10여 일간 대대적인 학살로 이어졌고, 본성인(本省人) 약 3만 명이 살해, 실종된 것으로 추정된다.
| “ | '공무원은 즉시 출근하라. 학생들은 반드시 등교하라. 노동자들은 이전과 마찬가지로 출근하라'는 방송이 나왔다. 하지만 출근하던 공무원들은 모두 사거리에서 죽었다. 등교하던 학생들은 교문 어귀에서 차례로 죽어나갔다. 노동자들은 다시 집에 돌아오지 못했다. | ” |
|   | — 당시 생존자 증언 |   |

3월 8일 가오슝(高雄), 3월 11일 지룽(基隆), 타이난(臺南), 3월 12일 자이 등에 진입한 국민당의 경찰과 계엄군은 대만 본성인에 대한 무차별적 학살과 약탈을 자행했다. 남녀노소를 불문하고 시민들을 향한 사격은 물론, 기관총과 대포까지 사용되었다. 특히 시위를 주도했던 학생들이 체포되었을 때는 입, 코, 생식기 등을 상처를 내고 몸을 칼로 도륙하는 등 잔혹하게 학살했다.
이러한 대규모 살육과 약탈은 3월 17일 국민당 국방부장 바이충시(白崇禧)가 대만에 도착하여 조율에 나선 후 3월 21일이 되어서야 진정되었다. 진압과정에서의 학살과 약탈로 인해 대만은 섬 전체가 초토화되었고, 장제스는 처리위원회 인사들의 체포를 명령하고 위원회의 구성원 상당수를 처형했다. 5월 16일 장제스가 공식적으로 사태 종료를 선언함으로써 2·28 사건은 일단락되었다.

## 사건 이후

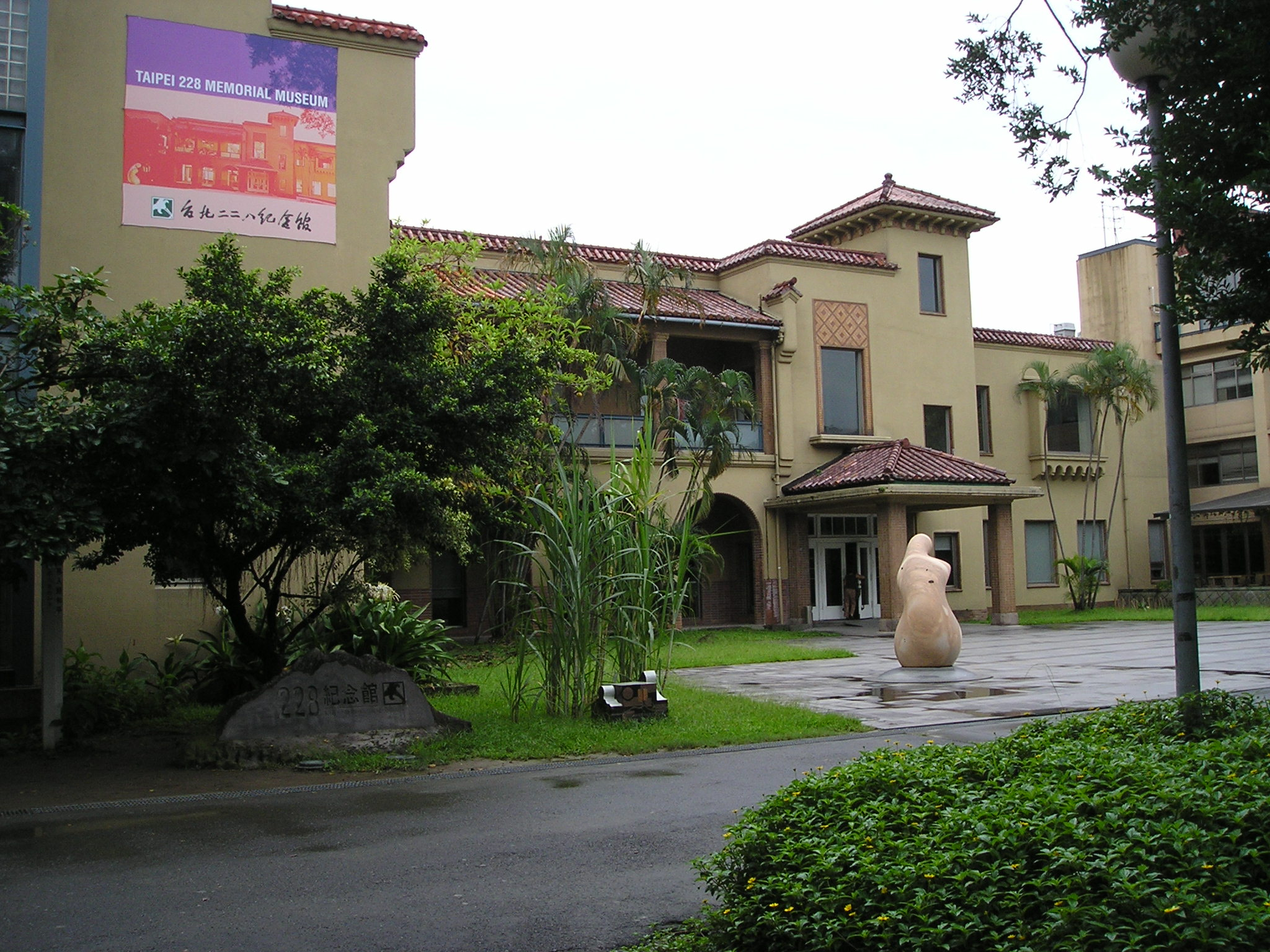
2·28공원내에 있는 2·28사건 기념관. 2·28사건 당시 방송국으로 사용되었다.

사건 이후 40년 동안 대만에서 2·28 사건은 언급하는 것 자체만으로도 최대의 금기였다. 국공내전에서 패퇴한 중국 국민당은 1949년 12월에 중화민국 정부를 타이베이로 옮겨왔다.(국부천대) 그러나, 이미 내전의 패색이 짙던 1949년 5월 1일 대만 섬 전체에 걸쳐 총호구 조사를 실시하였으며, 같은 달 21일에는 계엄령을 발표하였다. 그 해 말부터 위험 분자로 간주된 이들이 대거 체포됐다. '대만을 보위하고 대륙(중국 대륙)을 공격한다'(反攻大陸)는 총 구호하에서 내전을 반대하거나 국공 평화 회담을 주장하거나 평화 건설과 민생 문제를 개선하라고 요구하는 사람이나 언론은 무조건 중국 공산당의 간첩, 파괴 분자, 음모 분자로 간주되었다.
1949년 5월 21일 대만 전역에 발포된 계엄령은 38년 동안 계속되다가 1987년 7월 15일이 되어서야 장징궈(蔣經國) 총통의 명령으로 해제되었다. 계엄령이 지속되면서 금기 중의 금기가 되어버린 이 사건은, 계엄이 해제된 후 대만 독립운동가 정난롱(鄭南榕)이 1987년 2·28사건 40주년을 기념해 대만 역사상 최초로 2·28사건을 연구하는 ‘2·28평화일촉진회(二二八和平日促進會)’를 결성하며 다시 주목을 받기 시작했다. 이후 2·28사건은 대만의 독립주의 정당인 민주진보당에서 지속적으로 공론화했으며, 1988년 본성인 출신 국민당원 리덩후이(李登輝)가 총통에 취임하면서 본격적으로 언급되기 시작했다. 2·28사건 당시 구속된 경험도 있었던 리덩후이 총통은 1995년 국가차원에서는 최초로 희생자 가족에게 사과하였으며, 이듬해인 1996년 2·28사건 당일 민중이 최초로 모였던 타이베이신공원(臺北新公園; 당시의 중산공원)은 2·28평화기념공원(二二八和平紀念公園)으로 개칭되었다. 사건 발생 50주년인 1997년에는 중화민국 정부가 공식적으로 사죄하였다.
아직도 2·28 사건 사망자의 정확한 숫자는 알 수가 없다. 1991년 리덩후이 총통의 지시로, 이듬해 행정원이 발표한 「2·28 사건 연구 보고」에 따르면 2·28 사건으로 희생된 사람의 수는 3만여 명에 달하는 것으로 추산된다.
이 사건은 '국부(國父)'격인 장제스가 직, 간접적으로 연루된 사건이라 논쟁이 끊이질 않고 있다. 실제로 사건 발생 60주년인 2007년에는 장제스가 이 사건의 학살을 지시했다는 연구 결과까지 나왔다. 대만에서 진보성향이거나 민주진보당을 지지하는 사람들은 장제스를 기념하는 기념관인 중정기념당을 폐관해야 한다고 주장하고 있다. 이런 논란으로 인해 대만에서는 2017년부터 2월 28일마다 중정기념당을 휴관하고 있다.

## 관련 영화
허우샤오셴(侯孝賢) 감독의 1989년작 영화 비정성시(悲情城市)는 2·28 사건을 배경으로 하고 있다. 이 영화는 4형제가 모두 죽거나 행방불명되는 비극적 가족사를 통하여 2·28사건과 제2차 세계 대전 이후의 혼란을 보여준다.

## 같이 보기
- 대만성 계엄령
- 백색 테러 (대만)

## 참고서적
- 유용태,박진우,박태균 공저 (2010년 12월 20일). 《함께 읽는 동아시아 근현대사 2》. 창비. ISBN 978-89-364-8258-9.
- 신승하 (2001년 10월 10일). 《중화민국과 공산혁명》. 대명출판사. ISBN 978-89-86883-72-5.